# 奧瓦薩 (愛荷華州)
奧瓦薩（英語：Owasa）是一個位於美國愛荷華州哈丁縣的城市。

## 地理
奧瓦薩的座標為42°25′55″N 93°12′19″W / 42.43194°N 93.20528°W，而該地的平均海拔高度為330米（即1083英尺）。

## 人口
根據2010年美國人口普查的數據，奧瓦薩的面積為1.45平方千米，當中陸地面積為1.45平方千米，而水域面積為0.00平方千米。當地共有人口43人，而人口密度為每平方千米29人。